# Alex Dujshebaev
Alex Dujshebaev Dovichebaeva (Santander, 17 dicembre 1992) è un pallamanista spagnolo, di origini russe, terzino destro del Kielce e della nazionale spagnola.